# Phedina borbonica
Phedina borbonica é uma espécie de ave da família Hirundinidae.
Pode ser encontrada nos seguintes países: Comores, Madagáscar, Malawi, Maurícia, Moçambique, Reunião, Seychelles e Tanzânia.